# Let Your Hair Down
Let Your Hair Down è un album della Steve Miller Band, pubblicato dalla Roadrunner Records nel 2011.

## Tracce
1. Snatch It Back and Hold It – 3:58 (Amos Blakemore, Buddy Guy)
2. I Got Love If You Want It – 2:30 (James H. Moore)
3. Just a Little Bit – 2:55 (Ralph Bass, Columbus Perry, John Thornton, Earl E. Washington)
4. Close Together – 2:53 (Jimmy Reed)
5. No More Doggin' – 2:51 (Rosco Gordon, Jules Taub)
6. Pretty Thing – 2:56 (Willie Dixon)
7. Can't Be Satisfied – 3:40 (Muddy Waters)
8. Sweet Home Chicago – 2:41 (Robert Leroy Johnson)
9. Love the Life I Live – 3:21 (Willie Dixon)
10. The Walk – 2:58 (Jimmy McCracklin)
11. When Things Go Wrong (It Hurts Me Too) – 2:40 (Melvin London) – Bonus track
12. I Ain't Got You – 1:45 (Calvin Carter) – Bonus track
13. Tell Me What's the Reason – 3:10 (Florence Cadrez) – Bonus track
14. Driftin' Blues – 3:31 (Charles Brown, Eddie Williams, Johnny Moore) – Bonus track

## Musicisti
- Steve Miller - chitarra solista, voce
- Sonny Charles - voce
- Norton Buffalo - armonica, voce
- Kenny Lee Lewis - chitarra ritmica, voce
- Joseph Wooten - Hammond B3, pianoforte, tastiere, voce
- Billy Peterson - basso, voce
- Gordy Knudtson - batteria
- Michael Carabello - congas, percussioni
- Adrian Areas - timbales, percussioni